# Republic P-47 Thunderbolt
Republic P-47 Thunderbolt byl americký jednomotorový jednomístný stíhací letoun vyráběný v letech 1941–1945 společností Republic Aviation Company. První let absolvoval roku 1941. Za druhé světové války patřil společně s letouny P-38 Lightning a P-51 Mustang k hlavním stíhacím typům Armádního letectva Spojených států. Osvědčil se jako doprovodný stíhač, stíhací bombardér i při nasazení proti pozemním cílům („hloubkaři“). Díky robusní konstrukci snesl značná poškození. V letech 1941–1945 bylo vyrobeno více než 16 000 letounů tohoto typu. Kromě Spojených států amerických jej provozovala i řada zahraničních uživatelů. P-47 je největší jednomotorový stíhací letoun s pístovým pohonem. V boji dosáhl poměru vítězství a ztrát 4,6:1. Mezi letecká esa pilotující P-47 patřili Gabby Gabreski, Robert S. Johnson, Neel E. Kearby a Hubert Zemke.
P-47 měl oficiální jméno Thunderbolt a přezdívku „Jug“ (česky „džbán“) odkazující k jeho typickému profilu trupu připomínajícímu džbán na mléko. Slovo „Jug“ mohlo mít i význam zkratky slova „Juggernaut“ (česky „tirák, kamion“).

## Vznik a vývoj

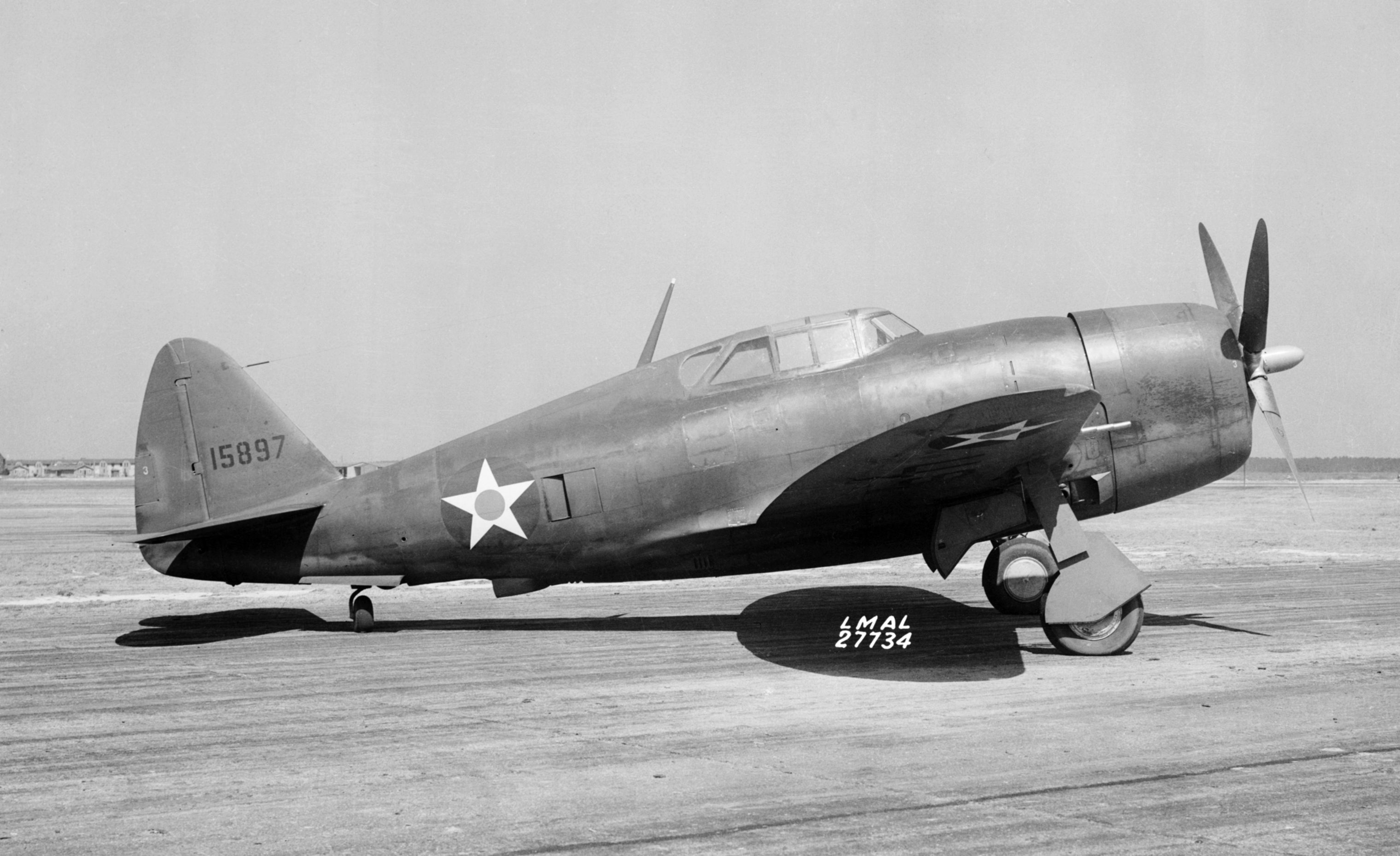
Letoun první sériové verze P-47B (sériové číslo 41-5897)

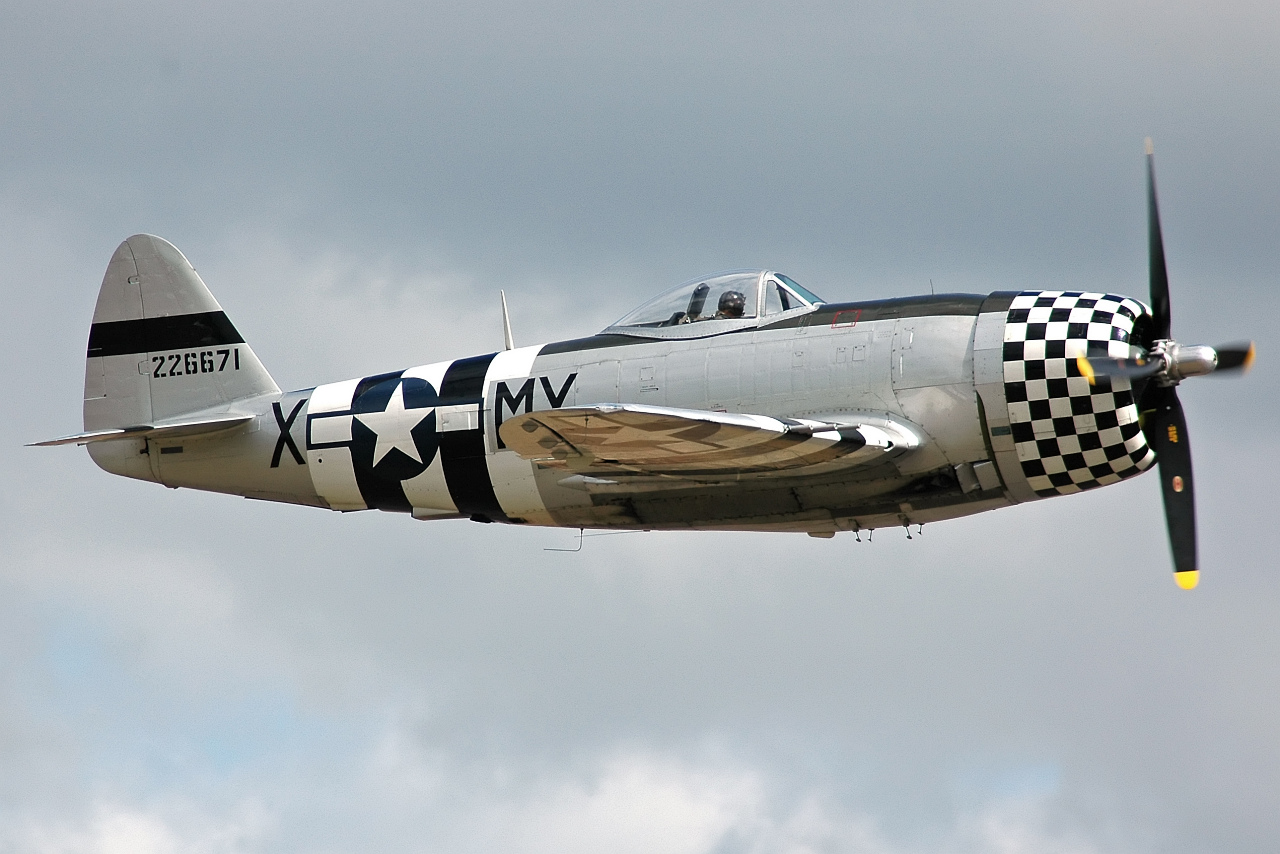
P-47D-40-RA (sériové číslo 45-49192) původně létat v peruánském letectvu. Na snímku je zbarven jako P-47D-25-RE „No Guts - No Glory“ (42-26671, MX-X), který létal u 82. stíhací perutě, 78. stíhací skupiny. Pilotoval ho Benjamin I. Mayo Jr. a později Norman D. Munson, který v něm byl 19. července 1944 sestřelen protiletadlovou palbou a zabit.

Vývoj letounu P-47 vedl Alexander Kartveli. Dne 12. června 1940 Kartveli předložil americkému armádnímu letectvu návrh konstrukce XP-47B. Dne 6. září 1940 byl objednán prototyp a již 13. září 1940 bylo objednáno 161 sériových P47B a 602 P-47C. Na návrh ředitele divize vojenských zakázek společnosti Republic Aviation C. Harta Millera byl letoun pojmenován „Thunderbolt“.
Vyvinut byl z typu Republic P-43 Lancer, který měl sice slabý motor a nedostatek vybavení, ale zároveň měl silnou konstrukci. Firma Republic i přes krátkou působnost mezi leteckými výrobci nebyla nováčkem v oboru. Republic Aviation Company byla v podstatě přejmenovaná společnost Seversky, která měla zkušenosti s výrobou jednoplošných stíhaček s hvězdicovým motorem od poloviny 30. let, kdy neuspěla v zakázce tehdejšího USAAC na dodání nové stíhačky s firmou Curtiss a jejím modelem P-36. Stroj dostal tehdy nejsilnější motor Pratt & Whitney R-2800, který byl teprve ve fázi zkoušek a celý vývoj byl v ohrožení kvůli selhání motoru a ukončení jeho vývoje a výroby. K motoru byl dodán výkonný turbokompresor, se kterým měl potřebný výkon i ve větších výškách s řídkým vzduchem. Zamontování nebyl problém; už u typu P-43 se s ním počítalo. Jeho čtyřlistá vrtule měla průměr 3,71 m a tak musel být použit vysoký hlavní podvozek, který se zatahoval směrem k trupu, a ostruha, která byla samostatně zatažitelná do ocasní části trupu.
Jeho základní výzbroj, skládající se z osmi kulometů ráže 12,7 mm, dělala z Thunderboltu nejlépe vyzbrojenou americkou stíhačku na evropském bojišti. Vzhledem k robustnosti konstrukce a výkonu motoru byl Thunderbolt vhodný k použití proti pozemním a dobře chráněným cílům jako byly bunkry a dělostřelecká postavení Atlantického valu nebo obrněná vozidla a tanky Wehrmachtu. Pro takové útoky P-47 disponoval neřízenými střelami, podvěšenými pod trupem na vodících lištách nebo v tubusech, připomínajících bazooky pozemních vojsk US Army. Dále na ničení betonových krytů se daly použít i 250 liber vážící bomby rovněž podvěšené pod křídly Thunderboltu. Vzhledem ke kratšímu doletu než měl P-51 Mustang, byl P-47 Thunderbolt postupně stažen od jednotek 8. letecké armády, která doprovázela bombardéry nad Německo, až na několik výjimek a nové stroje byly dodávány 9. (taktické) letecké armádě USAAF, která nesla hlavní tíhu misí zajišťujících hladký průběh invaze do Francie v červnu 1944.

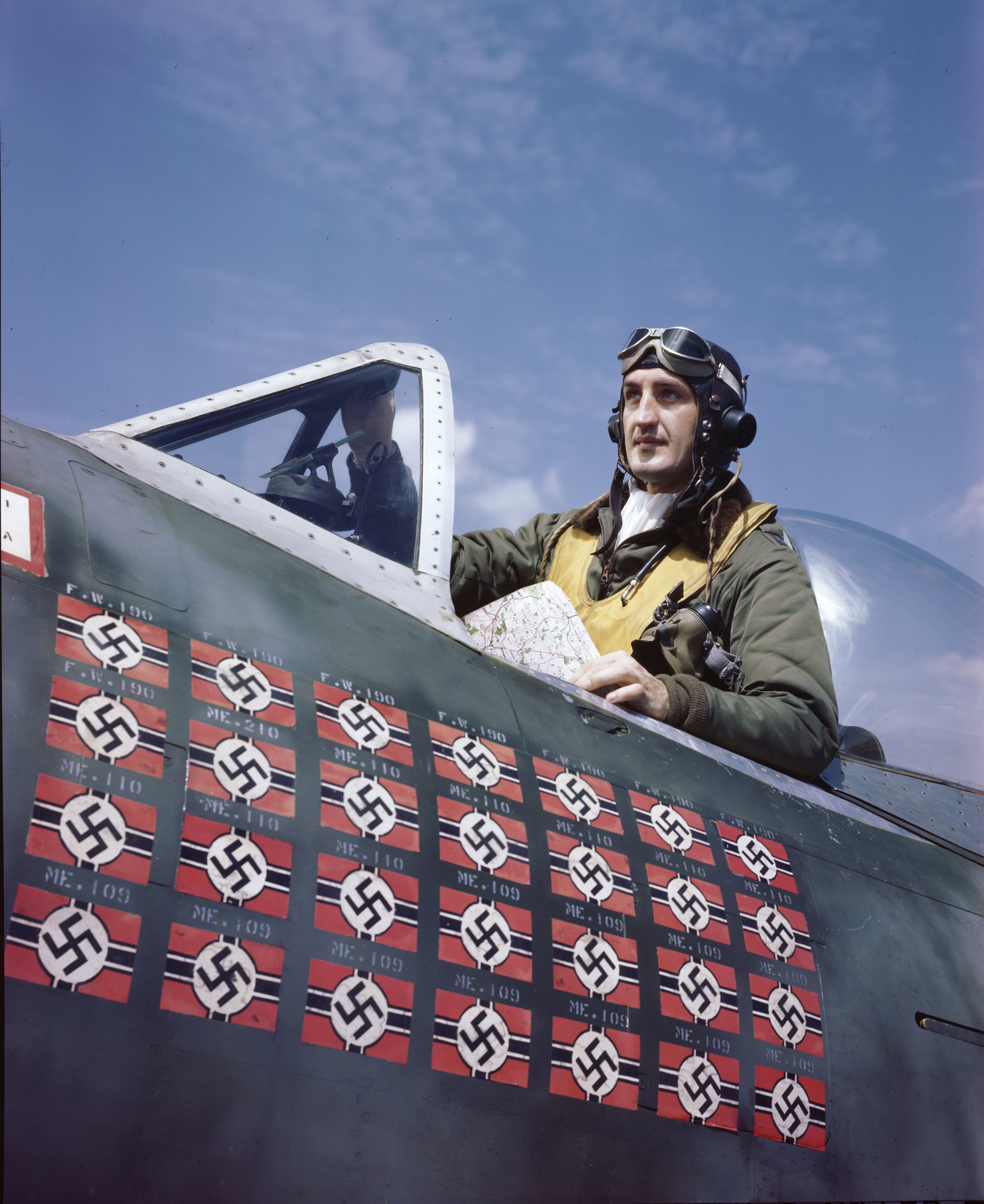
Gabby Gabreski v kokpitu svého Thunderboltu s vyznačenými 28 sestřely

Tento letoun nedostal při vývoji tolik prostoru jako P-51 Mustang, ale snesl daleko horší zacházení od vlastních posádek i palbu nepřítele než elegantní, s kapalinou chlazeným motorem, stíhací letoun, který svými výkony a tvary připomínal závodního plnokrevníka. Celkově bylo vyroben zhruba přes 15 000 strojů. Až do verze P-47D-25 měl Thunderbolt vysoký hřbet za kokpitem, od čehož byla odvozena přezdívka těchto starších sérií - Razorback (angl. žiletka). Snížení hřbetu způsobilo nestabilitu letounu. Řešením se ukázala speciální patka mezi trupem a náběžnou hranou SOP. Dodávala se jako stavebnice, tudíž ji mohl pozemní personál namontovat i na stroje již sloužící v boji. Přesto všechny stroje takto vybaveny nebyly. Jedním z charakteristických znaků této stíhačky jsou otvory na bocích trupu mezi ocasní částí a kokpitem. Pod krycími plechy trupu se v těchto místech nacházelo turbodmychadlo, do kterého sem po bocích trupu vedly výfukové trubky. Novější verze měly i jiné modifikace. Jednou z nich byla nádržka s metanolem, při jehož vstřikování do válců motoru se krátkodobě zvýšil výkon až o 300 koní, které mohly rozhodnout, zda pilot unikne nepříteli nebo ho naopak zničí. Změnou prošla i vrtule, která nyní měla širší listy, což umožňovala větší a rychlejší stoupání. Piloti Thunderboltů se ke konci války objevili i nad českým územím jako hloubkaři, u nás spíše známější jako kotláři. Toto pojmenování vyplývá z jejich nejčastějšího cíle v okupovaném Československu, kterým byly kotle parních lokomotiv. Podle blíže neurčených záznamů, Thunderbolty zničily okolo 10 000 lokomotiv.
První prototyp XP-47B (sériové číslo 40-3051) vzlétl poprvé 6. května 1941 z továrního letiště společnosti Republic ve Farmingdale ve státě New York. V kokpitu seděl zkušební pilot Lowery Lawson Brabham. Stalo se tak po osmi měsících od jeho objednávky. Během letu začal hořet olej, který se shromáždil ve výfukovém potrubí a Brabham kvůli kouři zvažoval opuštění letounu na padáku. Situaci zvládl a po přistání na letišti Mitchel Field řekl: „Myslím, že jsme vyhráli jackpot!“ Během zkoušek XP-47B dosáhl rychlosti až 663 km/h ve výšce 7864 metrů. Dne 4. srpna 1942 se byl prototyp zničen při zkušebním letu, neboť žár výfuku turbodmychadla zapálil pneumatiku ostruhového kola a požár se rozšířil na ocasní plochy.
Typ byl silně vyzbrojen a pancéřován (včetně samosvorných obalů palivových nádrží), pro svou hmotnost a menší obratnost se však hodil spíše k doprovodu bombardérů či bitevní úkoly, než pro vzdušné souboje se stíhači protivníka.
Roku 1942 začala sériová výroba a od dubna 1943 se stroje objevovaly nad Evropou; jejich počet stále stoupal. Letouny byly časem vylepšovány, především jejich dolet. U verze P-47D byl pilotův výhled směrem vzad zlepšen zavedením kapkovitého krytu kabiny. Verze P-47D se vyrobilo nejvíce kusů, přes 12 500. Verze N měla kvůli doletu větší křídla, nasazena byla na pacifickém bojišti.

## Služba v zahraničí

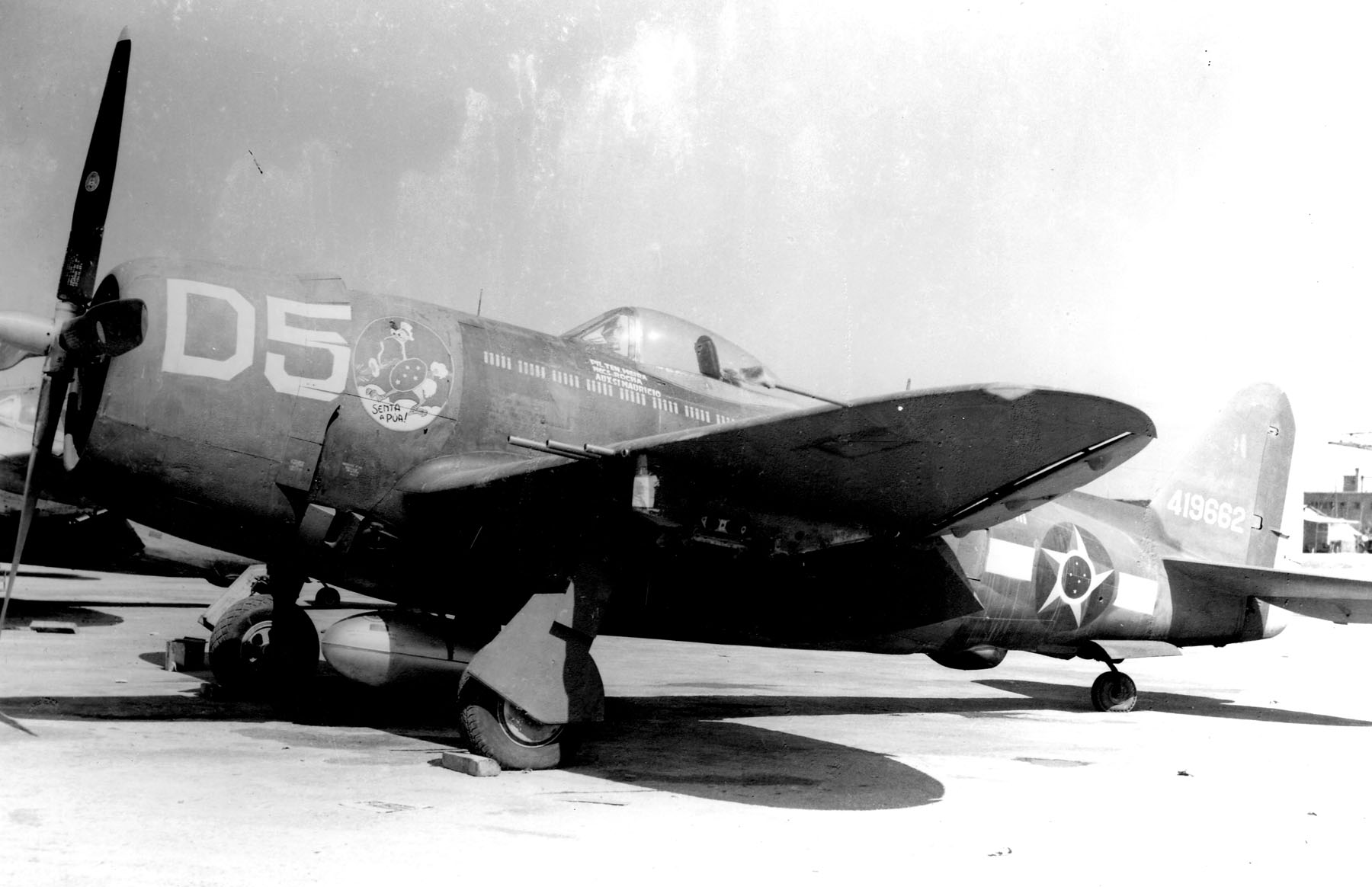
P-47 používaný v Evropě brazilskou 1º Grupo de Aviação de Caça

Letoun sloužil v mnoha zemích Jižní Ameriky, ve Francii, Itálii, Jugoslávii, Turecku apod. Během války v Koreji se uvažovalo o obnovení jeho výroby.
Brazílie a Mexiko nasadily své stroje P-47 ještě během druhé světové války. Brazilská jednotka 1º Grupo de Aviação de Caça (1ºGAvCa) vznikla 18. prosince 1943 a nedlouho poté začal výcvik brazilských pilotů v USA a Panamě. V září 1944 se jednotka přesunula do Itálie, kde už v té době působil expediční sbor brazilské armády. 1ºGAvCa začala v říjnu 1944, jako součást americké 350. stíhací skupiny USAAF, operovat ze základen severně od Říma — první bojový let provedla 14. října 1944. Používala letouny verzí P-47D-25-RE, P-47D-27-RE a P-47D-28-RE. Později se přesunula do Pisy, kde zůstala do konce války. Zaměřila se zejména na podporu pozemních jednotek. Provedla celkem 2546 bojových letů, při kterých zničila mimo jiné dvě letadla (dalších devět poškodila), třináct lokomotiv a 1304 motorových vozidel. Ztraceno bylo 16 letounů, šest ze 48 pilotů v boji padlo a čtyři padli do zajetí. Po válce brazilské letectvo provozovalo celkem 93 Thunderboltů verze D. Poslední byl vyřazen v roce 1958.

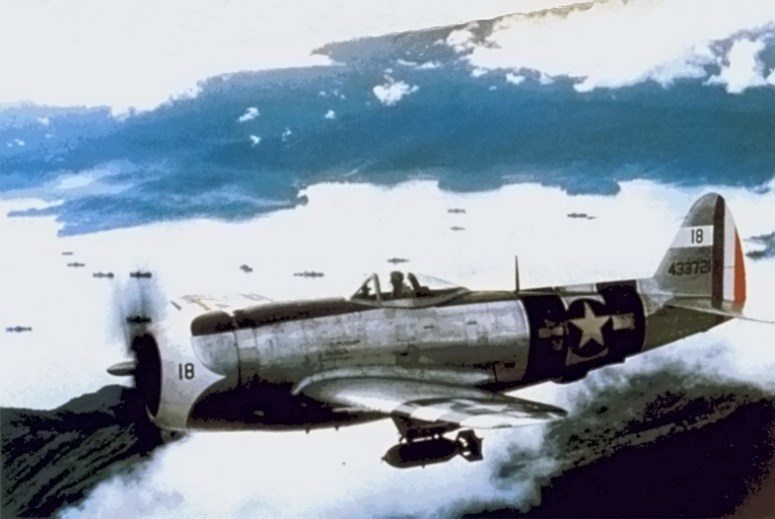
Mexický P-47 při bojovém letu v oblasti Filipín

Mexické letectvo do bojů krátce nasadilo svou 201. peruť (Escuadrón Aereo 201), která vznikla v polovině roku 1944. Od října 1944 se její personál přeškoloval na typ P-47 a poté se jednotka přesunula do filipínské Manily, kam dorazila 30. dubna 1945. 201. peruť zde byla nasazena v rámci 58. stíhací skupiny 5. letecké armády ze základny Porac (později operovala ze základny Clark Field). První bojový let peruť provedla 4. června 1945 a nadále zejména napadala pozemní cíle na Filipínách a Tchaj-wanu. 29 pilotů perutě provedlo celkem 298 bojových letů. V boji nepadl žádný. Po skončení války a návratu do Mexika obdržela 201. peruť 25 nových Thunderboltů verze P-47D-35-RA, které mexické letectvo provozovalo až do roku 1958.

## Zajímavost
Skladatel Bohuslav Martinů napsal v září 1945 skladbu pojmenovanou Thunderbolt P-47.

## Uživatelé
- Bolívie
- Brazílie
- Dominikánská republika
- Ekvádor
- Filipíny
- Francie
- Honduras
- Chile
- Írán
- Itálie
- Jugoslávie
- Kolumbie
- Kuba
- Mexiko

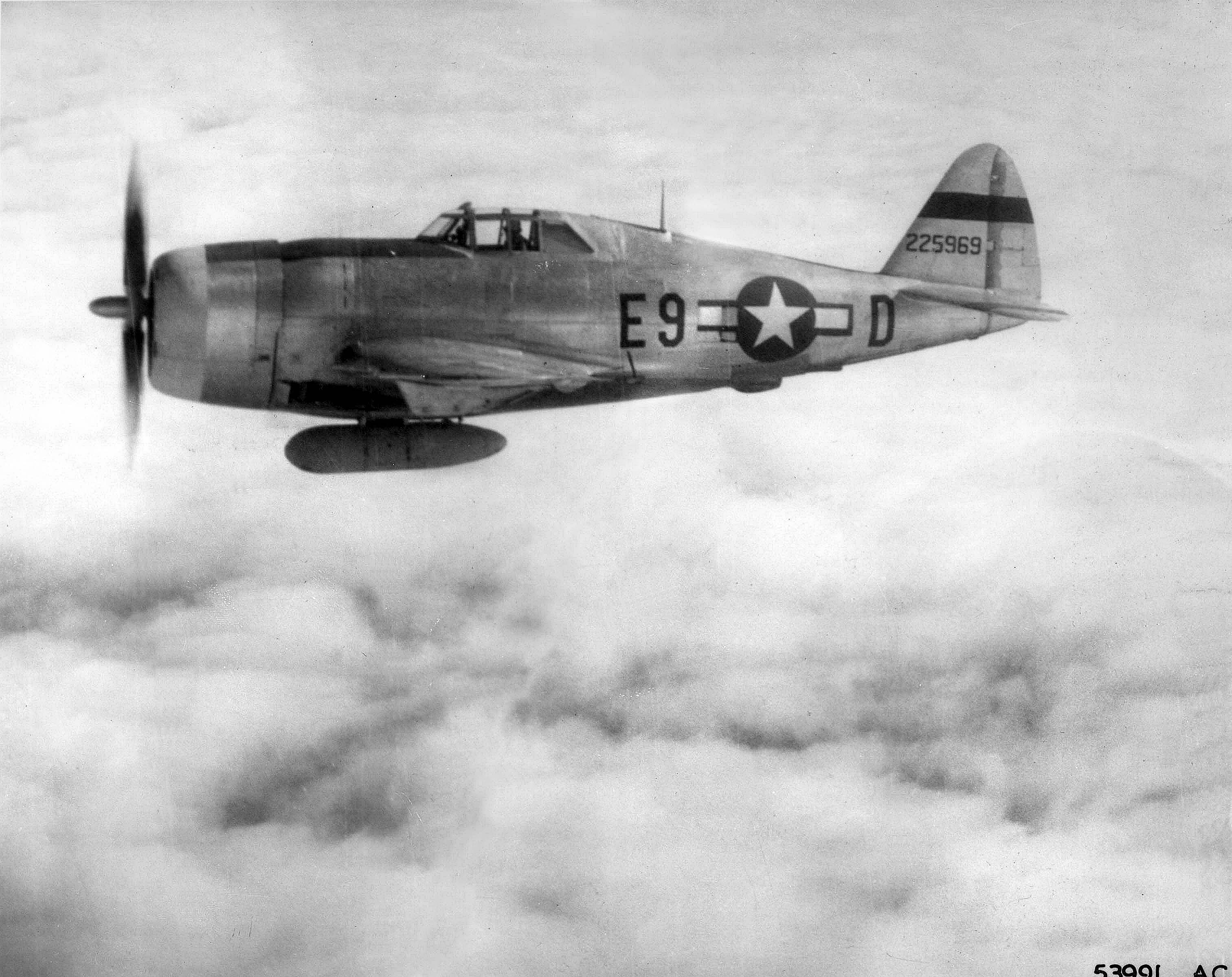
P-47D-22-RE s.č.. 42-25969 E9-D od 376. stíhací perutě, 361. stíhací skupiny, pilotovaný Johnem D. Duncanem a Dalem F. Spencerem

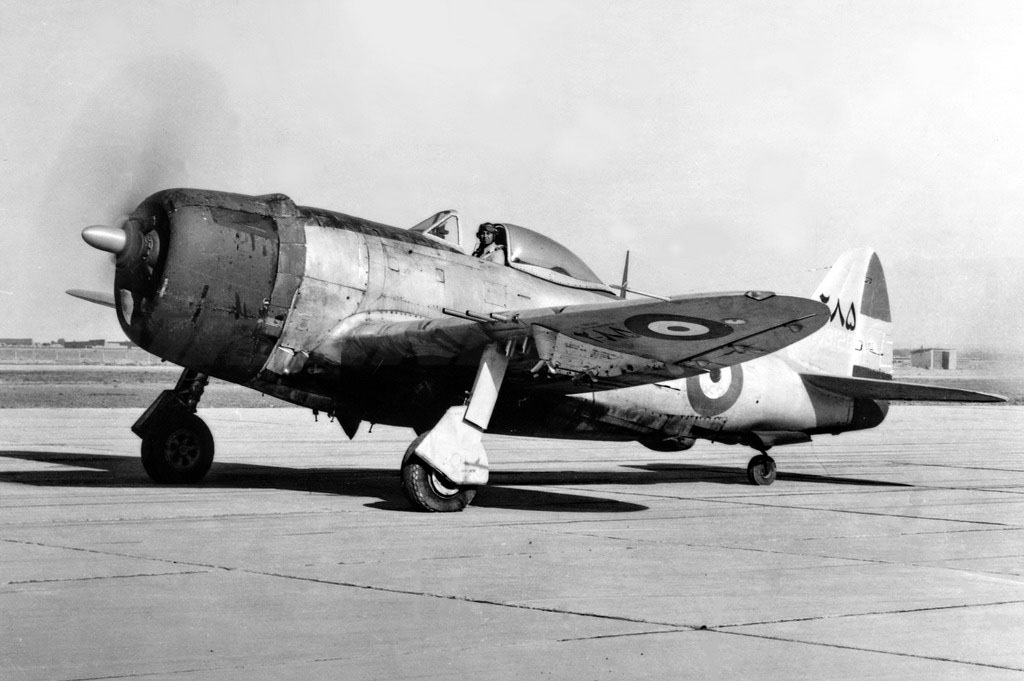
P-47D Íránského letectva

- Německá říše - Luftwaffe (zajaté kusy)
- Nikaragua
- Peru
- Portugalsko
- Salvador
- Sovětský svaz
- Turecko
- USA
- Spojené království
- Venezuela
- Čína

## Specifikace (P-47D)

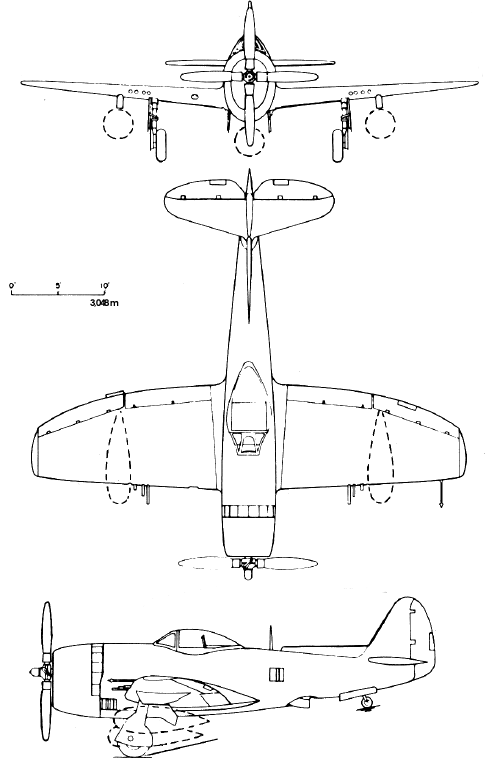
Třípohledový nákres P-47

### Technické údaje
- Posádka: 1 (pilot)
- Rozpětí: 12,44 m
- Délka: 11,02 m
- Výška: 4,44 m
- Nosná plocha: 27,87 m²
- Hmotnost prázdného letounu: 4 536 kg
- Vzletová hmotnost: 6 577 kg
- Max. vzletová hmotnost: 8 800 kg
- Pohonná jednotka: 1 × dvouhvězdicový vzduchem chlazený přeplňovaný osmnáctiválec Pratt & Whitney R-2800-63 Double Wasp
- Výkon pohonné jednotky: 2 000 koní (1 491,4 kW) (při použití vstřikování vody a methanolu až 2 200 koní)

### Výkony
- Maximální rychlost: 689 km/h ve výšce 9 144 m
- Dostup: 12 810 m
- Stoupavost: 15,9 m/s
- Dolet: 2 736 km

### Výzbroj
- 8 × kulomet Browning AN/M2 ráže 12,7 mm s kadencí 750-850 ran/min. a palebným průměrem 425 nábojů na hlaveň (dohromady 3 400 nábojů - 30 sekund palby)
- 907 kg pum a 8 neřízených raket M8 ráže 110 mm
- 10 neřízených raket HVAR ráže 127 mm